# Васісуалій Лоханкін (фільм)
«Васісуа́лій Лоха́нкін» (рос. «Васисуалий Лоханкин») — російський радянський короткометражний фільм кінорежисерів Георгія Данелії і Шухрата Аббасова. Створений за мотивами уривка з відомого твору Іллі Ільфа і Євгена Петрова "Золоте теля".

## Сюжет
Сцена розставання Васісуалія та Варвари.

## Актори
- Євген Євстигнєєв — Васісуалій Лоханкін
- Галина Волчек — Варвара